# Николаев, Тимофей Леонтьевич
Тимофей Леонтьевич Николаев (1899 — 1960) — политработник, генерал-майор (6 декабря 1942 года), депутат Верховного Совета РСФСР.

## Биография
Из рабочих. Член РКП(б) с 1918 года.
Участник Гражданской войны, после окончания которой продолжил службу в РККА. В 1923—1936 годах работник политотдела 1-й Запорожской кавалерийской дивизии, 15-й Сивашской стрелковой дивизии, 6-й Орловской стрелковой дивизии.
- В 1926—1930 годах принимал непосредственное участие в формировании государственной территории Монголии
- В 1928—1930 годах неоднократно выполнял спецзадания ОГПУ на территории Китая (Харбин, Шанхай)
- В сентябре-декабре 1937 года военком 15-го стрелкового корпуса
- с декабря 1937 по февраль 1939 года член Военного совета Уральского ВО
- с февраля 1939 года член Военного совета Харьковского ВО
- с сентября 1939 года член Военного совета армейской группы войск. Участвовал в Польском походе.
- с 4 ноября 1939 годах член Военного совета Харьковского ВО. В 1940 году присвоено звание корпусной комиссар.

С 22 июня по 25 августа 1941 года член Военного совета 18-й армии. С 22 октября 1941 по 20 января 1943 года член Военного совета 10-й армии. Генерал-майор (6 декабря 1942 года).
С февраля 1943 года зам. начальника тыла по политчасти Калининского и 1-го Прибалтийского фронтов.
Награждён орденом Отечественной войны I степени 18 октября 1943 года, орденом Красного Знамени 10 июля 1944 года.
Депутат Верховного Совета РСФСР 1-го созыва (1938) (Алапаевский округ).
Похоронен в Харькове.